# Philonotis penicillata
Philonotis penicillata là một loài rêu trong họ Bartramiaceae. Loài này được C.H. Wright mô tả khoa học đầu tiên năm 1892.